# Synagoge (Norderney)

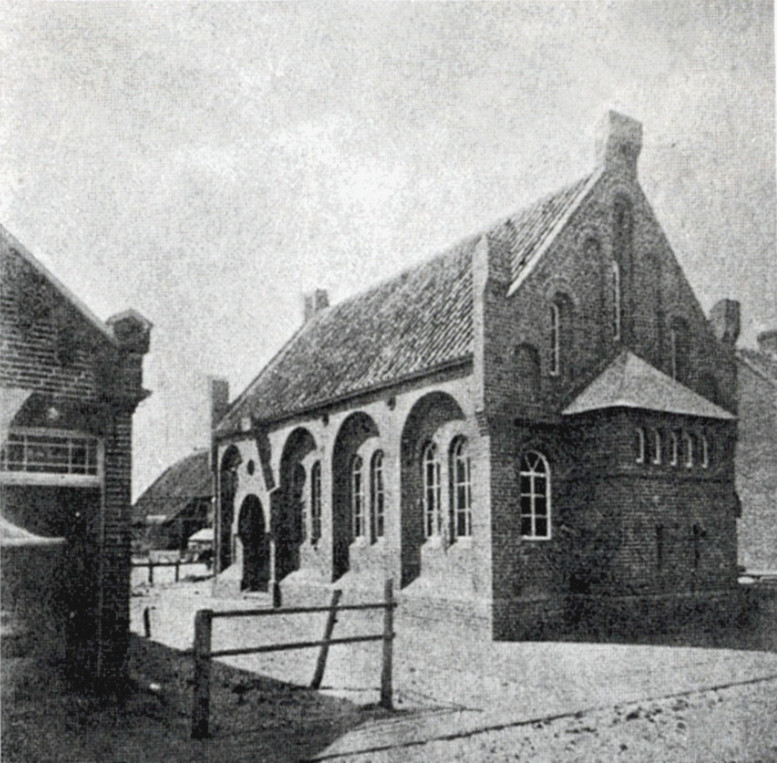
Die Norderneyer Synagoge um 1880

Die ehemalige Synagoge von Norderney existierte von 1878 bis 1933. Auf der Insel gab es keine eigenständige Gemeinde. Die auf der Insel lebenden Juden waren Teil der Norder Gemeinde auf dem Festland. Jüdische Badegäste finanzierten den Synagogenbau auf der Insel, der anschließend von einem Verein getragen wurde. Nach 1933 fand kein Gottesdienst mehr in dem Gebäude statt. Am 11. Juli 1938 verkaufte Landrabbiner Blum das Gebäude an einen Norderneyer Eisenwarenhändler für 3500 Reichsmark unter der Bedingung, alle Hinweise auf die Synagoge zu entfernen. Die Synagoge entging so den Aktionen in Zusammenhang mit den Novemberpogromen. SA-Männer sollen versucht haben, den Davidstern aus dem Giebel zu entfernen, was aber nicht gelang. Am 10. November 1938 trieb die SA die Juden der Insel zusammen und führte sie an einen umzäunten Ort vor dem heutigen Haus der Insel. Dort mussten sie den ganzen Tag stehend verbringen. Abends konnten sie nach Hause gehen: Im Unterschied zu den anderen Juden Ostfrieslands wurden sie nicht deportiert, da der ortsansässigen SA die Weisung dazu fehlte. Dennoch verließen die meisten Juden in den folgenden Monaten die Insel. Die letzten verbliebenen Juden waren zwei Frauen, die mit Nicht-Juden verheiratet waren. Auch sie verließen Norderney spätestens im April 1941. Heute befindet sich in dem völlig umgebauten Gebäude in der Schmiedestraße ein Restaurant. Eine Gedenkplatte erinnert seit 1996 an die einstige Nutzung des Hauses.

## Baubeschreibung

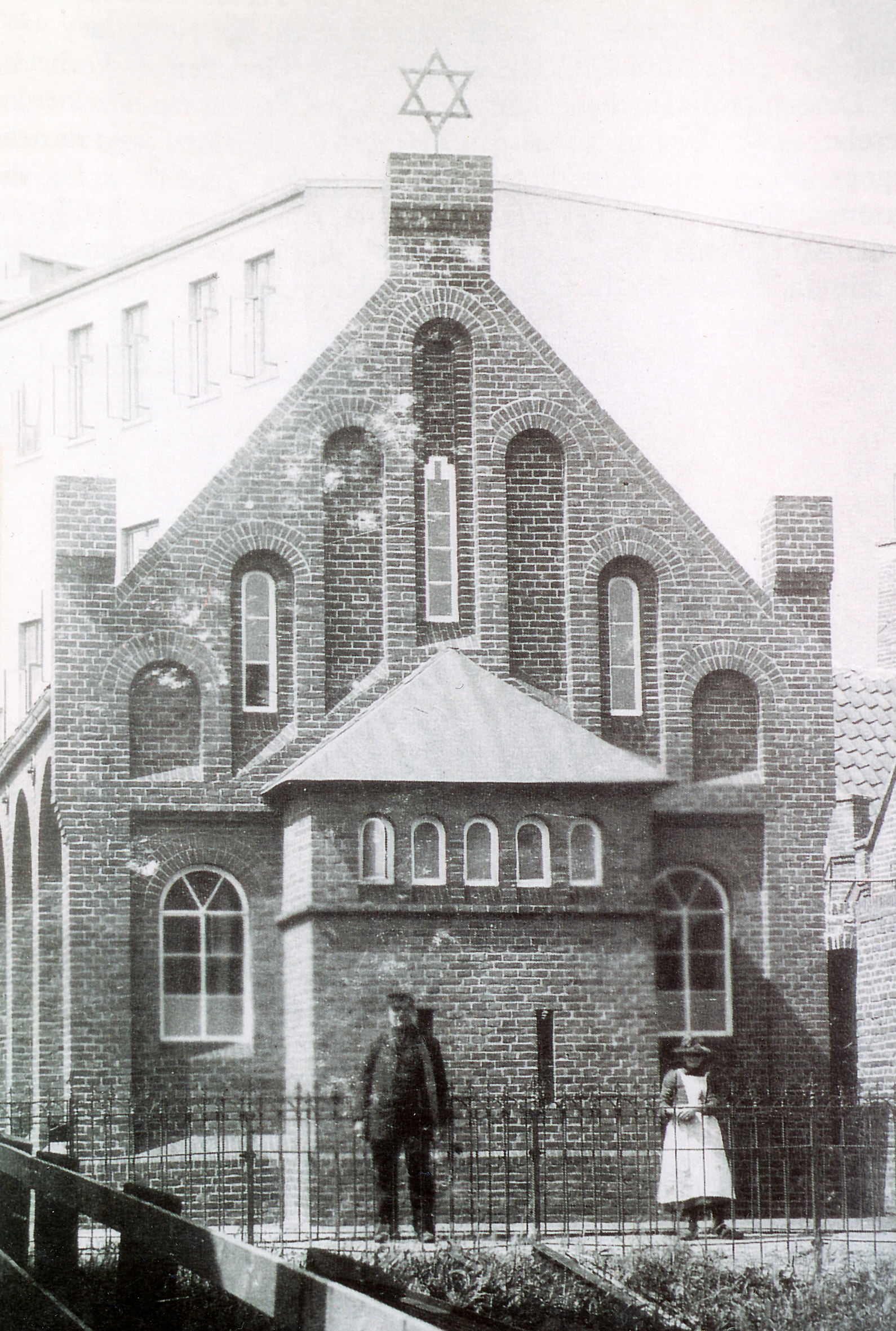
Die Norderneyer Synagoge 1904

Architektonisch entsprach die Norderneyer Synagoge dem Aufbau einer traditionellen Synagoge. Außen war sie ein schlichter Bau aus Backstein. In ihrem Innenraum, den man über einen Vorraum betrat, gab es im unteren Bereich 88 Sitzplätze für Männer. Die Frauenempore war balkonartig darüber angebracht. Zu den Ausstattungsgegenständen gehörten laut einem Artikel in der Zeitschrift Der Israelit vom 7. August 1930 alle „heiligen Utensilien, die zu einem Gotteshause gehören. Viele Mäntelchen und Decken tragen in Goldlettern auf rotem Samt bekannte Frankfurter Namen.“

## Geschichte
Norderney wurde 1797 das erste deutsche Nordseeheilbad. Schon früh galt es als judenfreundlich. Seit 1820 sind auf der Insel auch jüdische Badegäste nachzuweisen. In ihrem Gefolge ließen sich Juden auf der Insel nieder, um auf deren spezielle Bedürfnisse wie koschere Nahrung einzugehen. So kaufte etwa der Schlachter Abraham von der Wall 1845 ein Haus auf der Insel und ließ sich dort nieder. Sein Haus stellte er ab Ende der 1850er-Jahre auch für Gottesdienste zur Verfügung. Diesen Raum bewarb Abraham van der Wall in einer am 6. Juni 1859 in der Allgemeinen Zeitung des Judentums erschienenen Anzeige: „Auch ist ein passendes Betlokal, versehen mit einer Tora, hergerichtet.“ Die Zahl der jüdischen Gäste auf der Insel stieg in der Folgezeit stark an. In der Zeit vor dem Ersten Weltkrieg betrug der Anteil der jüdischen Kurgäste, darunter auch Gäste aus Russland und anderen osteuropäischen Ländern, mindestens ein Drittel der Erholungssuchenden auf Norderney. Das brachte dem Seebad neben Westerland/Sylt und Heringsdorf/Usedom den Ruf eines „Judenbades“ ein.
Auf Norderney entstand allerdings keine eigenständige Synagogengemeinde: Die hier lebenden Juden waren Mitglieder der Synagogengemeinde in Norden, auf deren Friedhof auch die Norderneyer Juden ihre verstorbenen Gemeindemitglieder bestatteten. Noch 1932 nennt der Führer durch die jüdische Gemeindeverwaltung Norderney zwar in der Liste der jüdischen Gemeinden separat, betont jedoch: „keine selbständige Gemeinde. In steuerlicher Beziehung gehört (Norderney) zur Synagogengemeinde Norden“.
Ab 1877 gab es unter den jüdischen Kurgästen Bestrebungen, für die auf der Insel lebenden Juden und die zu Besuch weilenden Gäste eine Synagoge zu errichten. Landrabbiner Buchholz begründete das Vorhaben am 24. Dezember 1877 in einem Brief an die Landdrostei in Aurich: „Seit langer Zeit besteht auf der Insel Norderney eine Privatsynagoge im Hause des daselbst wohnenden v. d. Wall zur Abhaltung des Gottesdienstes für die Badegäste jüdischen Glaubens. Dieses Betlokal hat jedoch mancherlei Uebelstände, besonders ist es wegen seines beschränkten Raumes der Gesundheit der zum Gebete sich Versammelnden schädlich, weshalb es schon längst der Wunsch namentlich der alljährlich das Bad besuchenden Gäste jüdischen Glaubens war, daß ein würdiges Gotteshaus auf Norderney hergestellt werde“. Das wurde von der zuständigen Finanzdirektion in Hannover jedoch abgelehnt, indem diese sich weigerte, ein Grundstück unentgeltlich zur Verfügung zu stellen.
Um dennoch eine Synagoge auf der Insel errichten zu können, wurde ein Verein gegründet. Dieser Verein unter dem Namen „Komitee zur Beförderung des Synagogenbaues“ konnte schließlich ein Grundstück erwerben. In einem Brief des Amtshauptmanns in Norden an die Königliche Landdrostei in Aurich vom 17. Oktober 1877 heißt es dazu: „1877 gründete sich ein Comitee, welches die Erbauung eines jüdischen Tempels auf Norderney befördert und an dessen Spitze ein Kaufmann M. Bargebuhr aus Harburg sowie ein Dr. phil. Rosin in Breslau steht, das mittels Kauf in den Besitz eines privaten Grundstücks gelangt sei, auf welchem der Bau zur Ausführung gelangen soll“. Auch danach mussten noch viele weitere bürokratische Hürden für den Bau überwunden werden, die auch dank des Eingreifens zweier Minister, des Preußischen Kultusministers Adalbert Falk sowie des Landwirtschaftsministers Karl Rudolf Friedenthal genommen wurde. Nachdem das „Komitee zur Beförderung des Synagogenbaues“ zudem erklärte, dass mit dem Synagogenbau nicht zugleich eine eigenständige Synagogengemeinde geplant und der Unterhalt der Synagoge durch den Verein gesichert sei, wurde der Bau schließlich genehmigt.
1878 wurde die Synagoge dann erbaut, gestützt auf einen Sondererlass des Kaisers Wilhelm I. und finanziert durch Spenden wohlhabender jüdischer Badegäste. Der Entwurf des Gebäudes stammte von dem renommierten Hannoveraner Architekten Edwin Oppler. Bei der Einweihung der Synagoge waren zahlreiche prominente Gäste zugegen, darunter der preußische Justizminister Adolph Leonhardt. Die Trägerschaft wurde durch Sondererlaß von Kaiser Wilhelm I. der Synagogenstiftung übertragen, da die jüdische Gemeinde in Norden, die bereits eine eigene Synagoge hatte, die laufenden Kosten und die Finanzierung von Instandhaltungskosten nicht übernehmen wollte. Im Statut dieser Stiftung wurde festgehalten, dass die jüdischen Einwohner der Insel keine Gebühren für die Synagoge zahlen mussten. Sie zahlten weiterhin Steuern an die Norder Gemeinde und nutzten deren Einrichtungen wie etwa den Friedhof mit. Die Anlage eines eigenen Friedhofs auf der Insel wurde ihnen 1887 verwehrt.

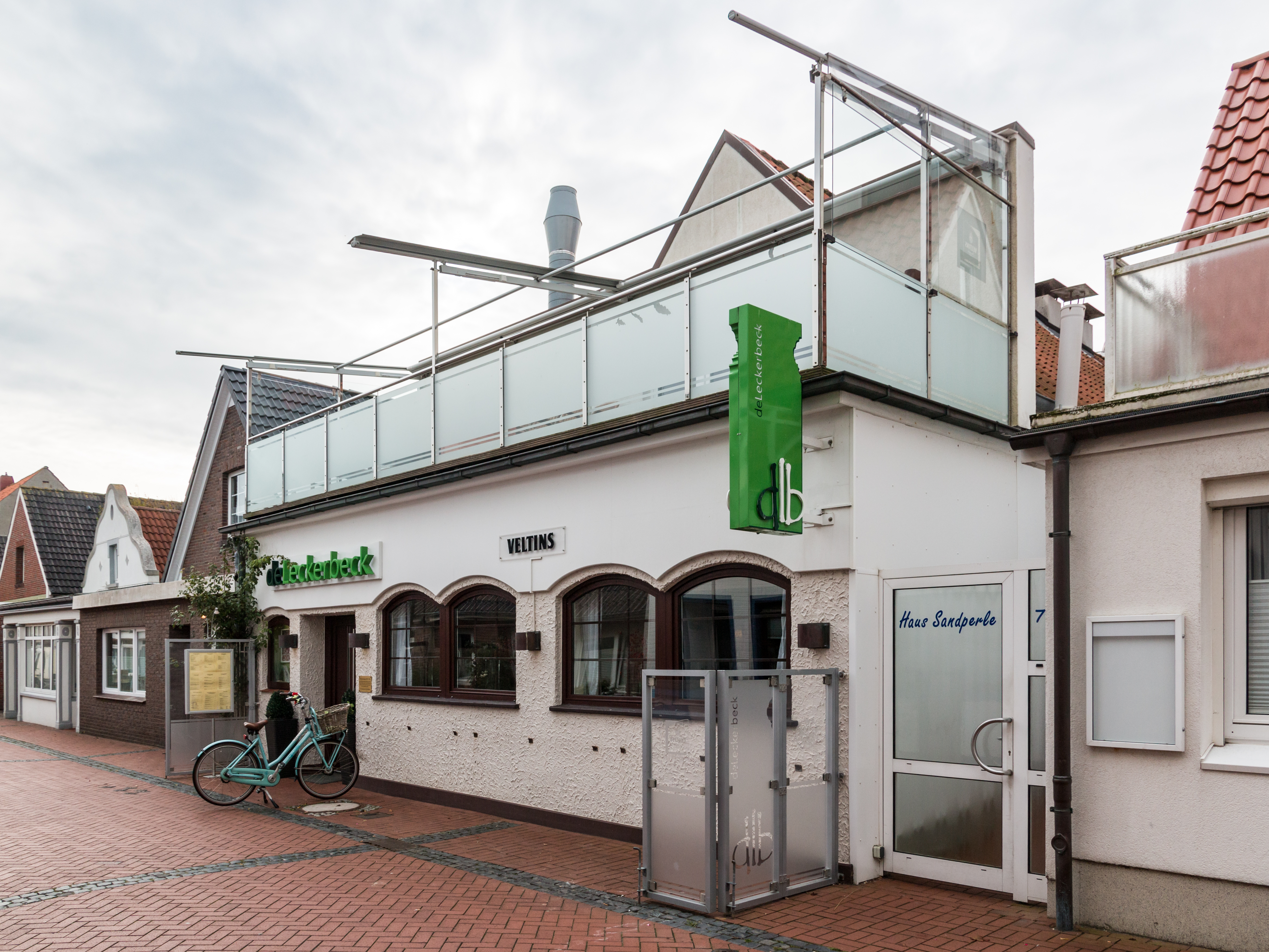
Heute befindet sich in dem völlig umgebauten Gebäude der ehemaligen Synagoge ein Restaurant. Die Gedenkplatte befindet sich rechts neben der Eingangstür.

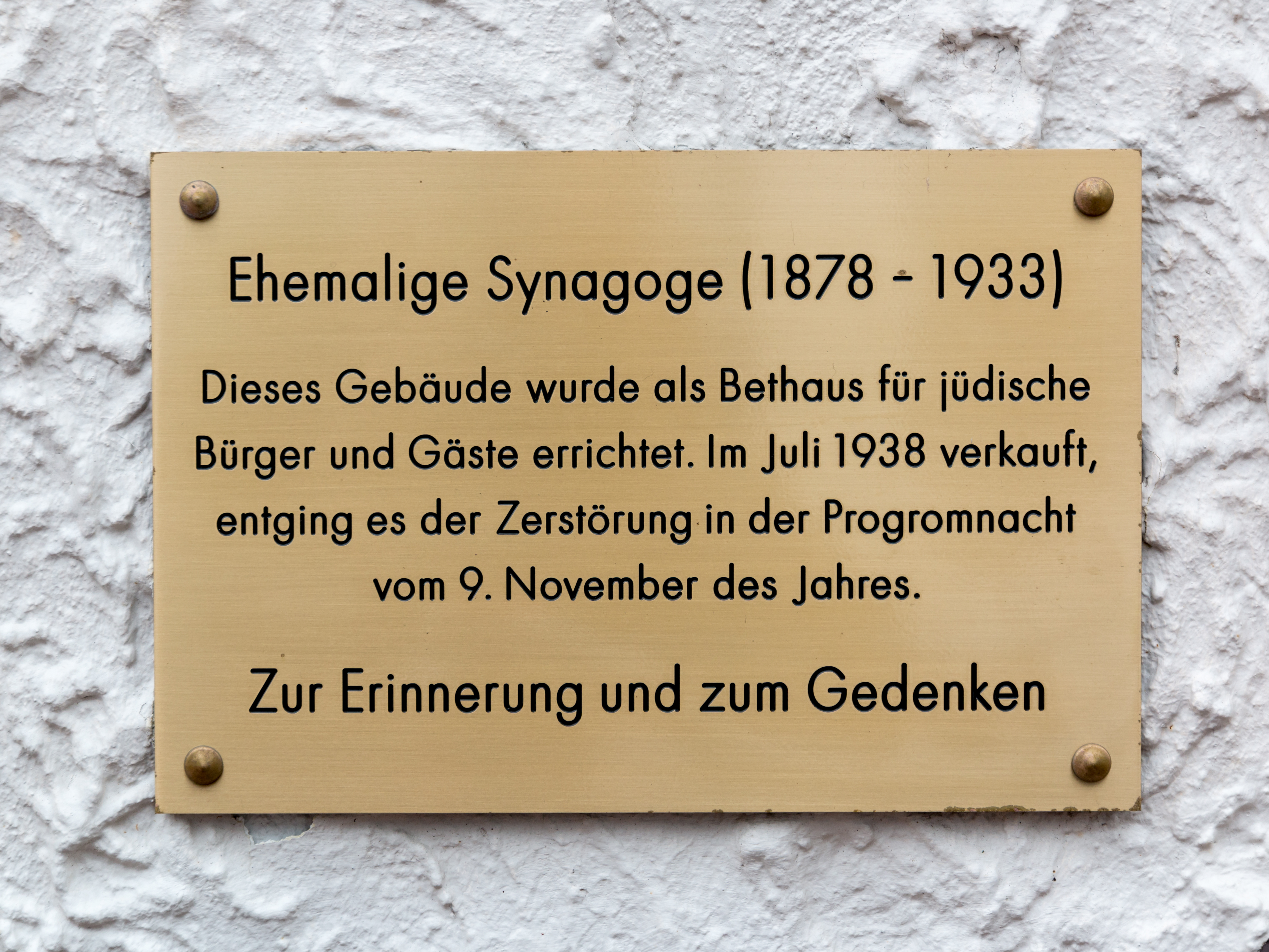
Die Gedenkplatte

Geöffnet war die neue Synagoge nur in den Sommermonaten, im Winter wurde weiterhin das private Bethaus genutzt. Ein 1930 im Israelit erschienener Badebrief beschreibt das religiöse und soziale Leben rund um die Synagoge. Demnach fanden zur Saison täglich Gottesdienste statt. Die Voraussetzung dafür – das Erreichen der für einen Gottesdienst nötigen Zehnzahl volljähriger jüdischer Männer (Minjan) – war offensichtlich gegeben. Zudem lud die Synagogenstiftung zum täglichen Thorastudium und religiösen Vorträgen in das Gebäude. Das religiöse Leben wurde den Angaben des Badebriefes zufolge aber nahezu ausschließlich von Badegästen getragen. Außerhalb der Saison fand es quasi nicht statt. So seien die hohen jüdischen Feiertage der Höhepunkt der Saison, nach dem die Synagoge „für ein halbes Jahr in den Winterschlaf [übergehe].“ Bis 1933 diente diese Synagoge den jüdischen Badegästen als Gebetsraum.
Ab 1933 versuchte die Kur- und Badeverwaltung Norderneys, sich von diesem nun als Stigma empfundenen Ruf als Judenbad mit einer Reihe von Maßnahmen zu befreien. So brachte sie noch im selben Jahr beispielsweise eine Briefverschlussmarke mit der Aufschrift „Nordseebad Norderney ist judenfrei“ heraus. Zugleich seien von der Kurverwaltung Schreiben an jüdische Zeitungen gesandt worden, in denen es u. a. hieß, „dass jüdische Kurgäste auf Norderney nicht erwünscht sind. Sollten Juden trotzdem versuchen, im kommenden Sommer in Norderney unterzukommen, so haben sie selbst die Verantwortung zu tragen. Bei vorkommenden Reibereien müsste die Badeverwaltung im Interesse des Bades und der anwesenden deutschen Kurgäste die anwesenden Juden sofort von der Insel verweisen.“ Das führte zu einem völligen Einbruch der jüdischen Gästezahlen auf der Insel und in der weiteren Folge zu einem Ruin der jüdischen Geschäfts-, Restaurant- und Hotelbesitzer auf Norderney.
Die Synagoge blieb ab 1933 ungenutzt. Der Norderneyer Jude Heinz Hoffmann barg im November 1933 die Thorarollen aus der Synagoge in Norderney und brachte sie nach Emden, ehe er mit seiner Familie nach Leipzig verzog. 1936 floh er aus Deutschland und emigrierte 1939 von Amsterdam nach Palästina. Am 11. Juli 1938 verkaufte Landrabbiner Blum das Gebäude an einen Norderneyer Eisenwarenhändler für 3500 Reichsmark unter der Bedingung, alle Hinweise auf die Synagoge zu entfernen. Die Synagoge selbst blieb von den Aktionen in Zusammenhang mit den Novemberpogromen verschont, doch sollen SA-Männer versucht haben, den Davidstern aus dem Giebel zu entfernen, was aber nicht gelang. Der neue Eigentümer ließ das Gebäude nach den Novemberpogromen zu einem Lagerraum umbauen.
Nach 1945 wurde das Synagogengebäude als Diskothek, argentinisches Steakhaus und später als italienisches Restaurant genutzt. Heute befindet sich in dem völlig umgebauten Gebäude ein Restaurant. Vom Originalbau ist nur noch die nördliche Mauer im ursprünglichen Zustand erhalten. Eine Gedenkplatte rechts neben der Eingangstüre erinnert seit 1996 an die einstige Nutzung des Hauses in der Schmiedestraße 6. Sie wurde auf Anregung der Evangelischen Jugend von Norderney an der Fassade des Gebäudes angebracht. und trägt die Inschrift:

„Ehemalige Synagoge (1878–1933)
Dieses Gebäude wurde als Bethaus für jüdische
Bürger und Gäste errichtet. Im Juli 1938
verkauft entging es der Zerstörung in der Pogromnacht
vom 9. November des Jahres

Zur Erinnerung und zum Gedenken.“